# Schlacht von Badr

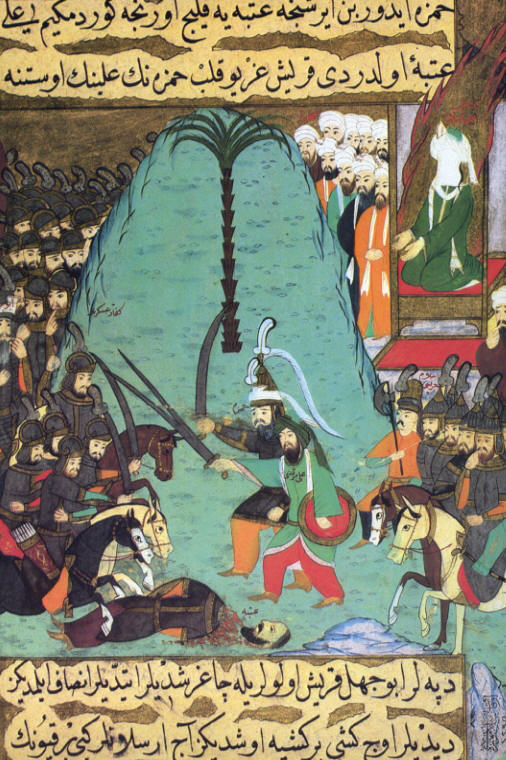
Hamza und Ali führen die islamische Armee in der Schlacht von Badr

Die Schlacht von Badr (ghazwat Badr / غزوة بدر / ġazwatu Badr) fand am 13. März 624 (17. Ramadan 2 AH) im Hedschas im Westen der arabischen Halbinsel statt. Als Wendepunkt im Kampf Mohammeds gegen die Quraisch, den herrschenden Stamm in seiner Heimatstadt Mekka, wird sie als ein Schlüsselereignis in der Frühgeschichte des Islam betrachtet. Die Schlacht ist eines der wenigen militärischen Ereignisse, die im Koran Erwähnung finden. In der islamischen Geschichtsschreibung wird ihr Ausgang entweder göttlicher Intervention oder der Führung Mohammeds zugeschrieben. Die Beschreibungen dieser Schlacht stammen aus traditionellen islamischen Quellen, namentlich der Sira- und Maghaziliteratur sowie der Hadithsammlungen.
Vor der Schlacht waren die Muslime und Mekkaner bereits in mehreren kleineren Zusammenstößen aufeinandergetroffen. In den Jahren 623 und 624 hatten die Muslime auch einige Beutezüge gegen die Quraisch unternommen. Badr war der erste größere Zusammenstoß der beiden rivalisierenden Gruppen. Mohammed führte einen Beutezug gegen eine Karawane der Mekkaner an, als er von einer sehr viel größeren Streitmacht überrascht wurde. Er konnte die Schlacht, trotz der kleinen Truppenzahl, für sich entscheiden. Ebenso wurden mehrere wichtige Anführer der Quraisch in der Schlacht getötet, darunter Mohammeds Hauptgegner ʿAmr ibn Hischām. Für die frühen Muslime war Badr das erste Zeichen für einen möglichen Sieg gegen ihre Verfolger aus Mekka, vor denen sie in der Hidschra nach Medina geflohen waren. Mekka, die Heimatstadt Mohammeds, war zu jener Zeit die reichste und mächtigste Stadt in Arabien und aufgrund der Kaaba als Wallfahrtsort von herausragender Bedeutung.

## Die Schlacht
Der Sieg der zahlenmäßig deutlich unterlegenen muslimischen Armee wird im Koran durch den Eingriff Allahs begründet:

„Gott hat euch bereits bei Badr zum Sieg verholfen, als ihr unterlegen und verachtet wart. Fürchtet Gott und seid dankbar Gott gegenüber! Den Gläubigen sagtest du damals: "Genügt es euch nicht, daß euch euer Herr mit dreitausend herabgesandten Engeln unterstützt?" Fürwahr, wenn ihr Geduld übt und gottesfürchtig seid und der Feind euch plötzlich angreift, wird euer Herr euch mit fünftausend heranstürmenden Engeln unterstützen.“

Ebenso nennt der Koran göttliche Einwirkung, der den Kampfgeist der Mekkaner geschwächt haben soll:

„Ihr hattet ein Zeichen an zwei Scharen, die (im Kampf) aufeinandertrafen: eine Schar, die um Gottes willen kämpfte, und eine andere, ungläubige, die sie (d.h. die Gläubigen) nach dem Augenschein für zweimal so viel ansahen wie sie (selber waren, während sie in Wirklichkeit zahlenmäßig noch stärker waren). Gott stärkt mit seiner Hilfe, wen er will. Das ist ein Grund zum Nachdenken für diejenigen, die Einsicht haben.“

Des Weiteren beschreibt die traditionelle Geschichtsschreibung des Islam weitere Umstände, die eine Erklärung für den Sieg der Muslime bieten können. Einerseits habe Mohammed seine Truppen vor einer Wasserstelle aufgestellt und alle anderen zuschütten lassen. Des Weiteren sei der Kampfgeist der Mekkaner schlecht gewesen und ihre Führung uneinheitlich und gespalten. Ebenso hätte die muslimische Streitmacht diszipliniert gekämpft. Die Quraisch hingegen hätten eher einen kurzen, wenig intensiven Kampf erwartet, der durch Duelle einzelner Kämpfer entschieden werden würde, anstatt einen Zusammenstoß der beiden Armeen.

## Opfer und Gefangene

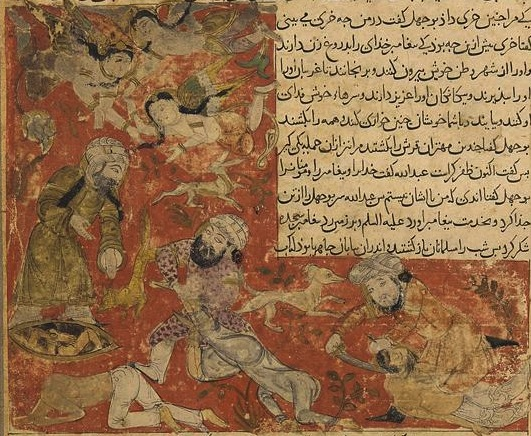
Der Tod von Abū Dschahl, während der Schlacht von Badr

Bei al-Buchārī werden die Verluste der Mekkaner auf siebzig Tote und siebzig Gefangene beziffert. Dies ergibt ungefähr 15 % der Armee der Quraisch. Die Verluste der Muslime werden mit 14 Toten angegeben, was 4 % ihrer Stärke entspricht. Zahlen bezüglich der Verwundeten liegen nicht vor. Die Anzahl der Verluste insgesamt legt nahe, dass der Kampf an sich kurz war und die Mehrheit der Gefallenen der Quraisch während ihres Rückzugs zu Tode kamen.
Das Schicksal der Gefangenen sorgte für eine Kontroverse unter den Muslimen, die im Koran in Sure 8, Vers 67 zur Sprache kommt: „Es steht einem Propheten nicht zu, Gefangene zu haben, bis er auf der Erde stark gewütet hat.“ (Übersetzung Adel Theodor Khoury) Der spätere Kalif ʿUmar ibn al-Chattāb wollte die Gefangenen töten lassen, da er im Falle einer Rückkehr der Mekkaner um ihre Bewachung fürchtete. Abū Bakr, erster Kalif nach dem Tod Mohammeds, sprach sich dagegen aus. Die Motive dafür waren einerseits die Verflechtung mit den Quraisch über Familienbande, die Aussicht auf Lösegeld oder die Hoffnung, dass die Gefangenen zum Islam übertreten würden. Dies trat bei manchen auch später ein. Mohammad stellte sich letztendlich auf die Seite Abū Bakrs. Daraufhin wurden die meisten Gefangenen verschont. Allerdings wurden zwei hochrangige Mekkaner, ʿAmr ibn Hischām und Umayya, nach der Schlacht hingerichtet. Mohammed ließ von den Gefangenen an-Nadr ibn al-Hārith, der sich durch Schmähungen gegen ihn hervorgetan hatte, gemeinsam mit ʿUqba b. abī Muʿaiṭ beim Zug nach Medina hinrichten.
Bevor die Muslime Badr verließen, befahl Mohammed noch, die Leichen von mehr als zwanzig Quraisch in die vertrockneten Brunnen werfen zu lassen. Diese Aussage ist allerdings schwach belegt. Die Mekkaner ihrerseits ließen als Rache für die Niederlage in der Schlacht gefangene Verbündete der Muslime in Mekka hinrichten. Generell sprechen die muslimischen Quellen allerdings von einer Besserbehandlung der Gefangenen durch die Muslime. Zahlreiche Quraisch wurden in Medina bei Familien der Muslime untergebracht und von ihnen versorgt.

## Folgen
Für die Muslime bedeutete der Sieg von Badr unter mehreren Aspekten einen Gewinn. Einerseits brachte die erbeutete Ausrüstung und das Lösegeld für die Gefangenen der aus ihrer Heimat vertriebenen Gruppe großen materiellen Gewinn. Durch den Sieg gegen eine zahlenmäßig überlegene Armee wurde auch ihr Ruf innerhalb und außerhalb Medinas gestärkt. Sie waren nun stark genug, die Banu Qainuqa, einen jüdischen Stamm, der ihre politische Stellung bedroht hatte, aus Medina zu vertreiben. Die Opposition gegen Mohammed in Medina, geführt von Ibn Ubayy, wurde dadurch weiter geschwächt.
Doch auch auf der Seite der Mekkaner gab es einen Profiteur der Schlacht. Durch den Tod vieler namhafter Edelleute der Quraisch konnte Abū Sufyān ibn Harb zum unumstrittenen Führer der Stadt aufsteigen. Ebenso hatte er zwar die Schlacht verloren, doch die Karawane, das eigentliche Ziel der Muslime, war sicher nach Mekka zurückgekehrt. Nach seinem Übertritt zum Islam wurde er selbst ein hochgestellter Mann im neuen muslimischen Staat. Sein Sohn Muʿāwiya begründete das Kalifat der Umayyaden in Damaskus.
Die Schlacht von Badr ist Namensgeber der Spezialeinheit der afghanischen Taliban Badri 313.